# Cyprienne Dubernet
Anne Marie dite Cyprienne Dubernet , après son mariage Madame Olympe Hériot, puis Madame Roger Douine, née le 2 octobre 1857 à Nérac (Lot-et-Garonne) et morte à Paris 7e le 5 décembre 1945, est une mécène, philanthrope et personnalité mondaine française.
D'abord simple vendeuse aux Grands Magasins du Louvre, elle en épouse en 1887 le directeur-propriétaire, Olympe Hériot. Son étonnante destinée évoque celle de Denise dans le roman d'Émile Zola Au Bonheur des Dames (1883), lui-même inspiré de la saga des Grands Magasins du Louvre.

## Biographie
Fille d'un filateur de laine, Anne Marie Dubernet naît en 1857 dans une modeste famille de Lot-et-Garonne. Vendeuse au rayon corsets des Grands Magasins du Louvre, elle en épouse le 24 août 1887 le directeur-propriétaire Olympe Hériot (1833-1899), son aîné d'un quart de siècle mais pourvu d'une fortune considérable, à qui elle a déjà donné deux enfants.
Ils ont en tout quatre enfants :
- Auguste-Olympe dit Auguste II (1886-1951) ;
- Olympe-Charles dit Olympe II (1887-1953)[Note 1] ;
- Virginie (1890-1932), célèbre navigatrice (Vicomtesse François Haincque de Saint-Senoch) ;
- Jean (1897-1899), mort en bas âge.

En 1894, le couple s'installe dans un hôtel particulier situé à Paris, 8 rue Euler (8e).
Veuve en 1899, Mme Hériot hérite de la fortune de son mari, en vertu du testament de celui-ci. En 1903, elle fait l'acquisition d'une propriété d'une superficie de 1 700 m2 située à Paris 41 à 45 rue de la Faisanderie (16e), à l'angle de la rue Benouville.

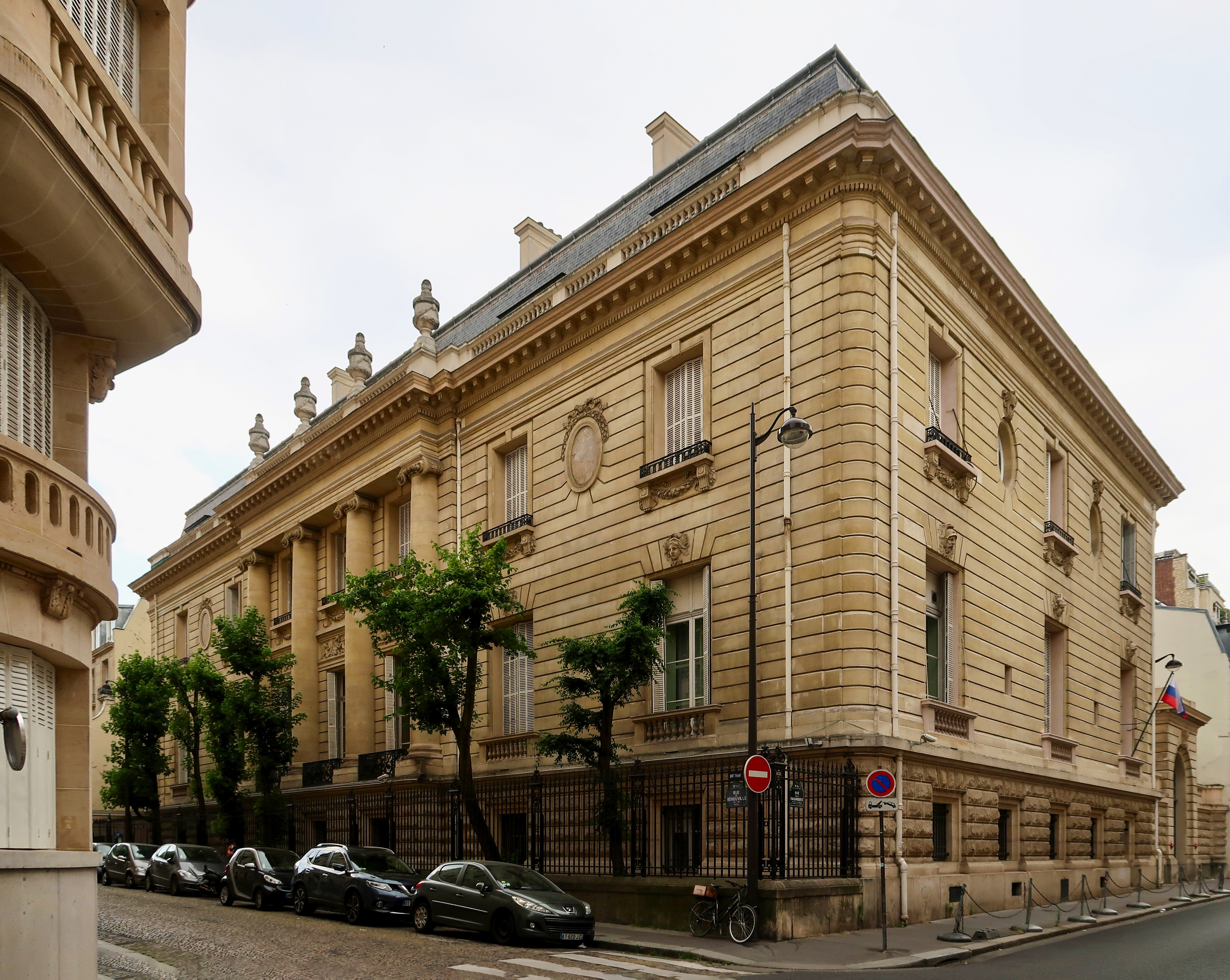
L'hôtel Hériot, à l'angle des rues Benouville et de la Faisanderie, Paris 16e.

Elle fait raser les bâtiments et édifier par l'architecte Georges Tersling — qui avait déjà travaillé vers 1890 pour Olympe Hériot au château de La Boissière, à La Boissière-École, près de Rambouillet — un magnifique hôtel particulier. Elle le vendra en 1928 à Mme Jules Patenôtre.
En 1904, elle fait construire près de Menton, à Roquebrune-Cap-Martin, la villa Cypris. Elle achète un magnifique yacht, le Ketoomba, rebaptisé peu après le Salvador, et publie l'année suivante un livre de souvenirs de voyage, Croisière en Méditerranée.
Dans ses nombreuses résidences, ornées de tableaux et de tapisseries, Mme Hériot reçoit fastueusement. Passionnée de chasse, elle pratique ce sport sur les terres de la Boissière.
Elle se remarie le 16 décembre 1908 avec Roger Hippolyte Douine (mort en 1925), issu d'une famille de filateurs de Troyes.
Pendant la guerre de 1914-1918, elle transforme son château d'Essoyes en hôpital. Elle le vendra en 1929. En 1917, elle fait une donation de 1,5 million de francs pour agrandir l'orphelinat pour enfants de troupe, fondé en 1884 par son premier mari dans le parc de son château de La Boissière. Elle agrandit considérablement le domaine qui passe de 1200 à 1700 hectares entre 1900 et 1945. En 1920, elle offre à l'orphelinat le Castel de Barbe-Brûlée à Port-Mer, lieu-dit de Cancale, pour servir de colonie de vacances.
Sa générosité lui vaut d'être faite chevalier de la Légion d'honneur le 5 juin 1921. Elle est reçue dans l'ordre par le maréchal Pétain, hôte régulier de La Boissière. Il la promeut officière en 1927.
Anne Marie Dubernet meurt en 1945 à Paris. Elle est inhumée dans le caveau familial à La Boissière. En 1946, la vente aux enchères de sa collection de tableaux et d'objets d'art à la galerie Charpentier est un événement. L'adjudication, pour 2 960 000 francs, du Portrait de Lady Aberdeen par Thomas Lawrence, issu de la succession, est la vente la plus importante de l'année 1947.

## Publication
- Croisière en Méditerranée, Coulommiers, P. Brodard, 1905, 298 p., in-8[2]

## Distinctions
- Chevalière de la Légion d'honneur, 1921[6]
- Officière de la Légion d'honneur, 1927

## Iconographie
- 83 autochromes couleur de Cyprienne Dubernet, de La Boissière et de la villa Cypris, 1923, 1927, 1928, issues des Archives de la Planète, musée départemental Albert-Kahn[7]
- Cap Martin, Madame Douine dans les jardins,1923, film négatif 35 mm, noir et blanc, 52 secondes, issu des Archives de la Planète, musée départemental Albert-Kahn[8]

## Sources
- Bernard Pharisien, L'Exceptionnelle Famille Hériot, Le Mée-sur-Seine, Imprimerie Némont, 2001  (ISBN 2-913163-04-1)
- Gérard Rousset-Charny, Les Palais parisiens de la Belle Époque, Paris, Délégation à l'action artistique de la Ville de Paris, 1990, pp. 170